# 뇌남
《뇌남》(일본어: 脳男)은 슈도 우리오의 추리 소설이다.

## 개요
연속 살인사건을 일으키는 수수께끼의 청년을 둘러싼 서스펜스 작품이다. 제46회 에도가와 란포상 수상작.

## 등장인물
스즈키 이치로 <가명> / 이리스 타케키미 <본명>
미도리카와의 아지트에 있던 남자.
와시야 마리코
토마베치에게 스즈키 이치로의 정신 감정을 위촉받는다.
챠야
경찰관.
미도리카와 노리히사
경찰에게 연속 폭탄범이라고 특정된 남자.
시치세이 건설
칸사이를 중심으로 전개하고 있던 건설 회사.
킨죠 리스코
탤런트.
하이타니 로쿠로
국회의원.
쿠로다 유타카
현경찰 본부의 감식과원.
토마베치
정신과 부장.
히몬야 코조
아타고 시에서는 모르는 사람이 없을 정도의 유명인.
우츠미
CT실 책임자.
레이코
천식으로 소아 병동에 입원해 있는 소녀.
아이자와
제약 회사의 연구원.
이리스 노리유키
아타고 시에 살고 있던 부자.
이노
아마추어 등산가.
히무로 토모카타
이리스 노리유키의 죽음 후, 타케키미를 떠맡은 인물.

## 서지 정보
일본
- 단행본: 2000년 9월 11일 발행, 코단샤, ISBN 978-4-06-210389-3
- 문고본: 2003년 9월 15일 발행, 코단샤 분코, ISBN 4-06-273837-6

대한민국
- 2003년 4월 11일 발행, 태동출판사, ISBN 9788984971899

## 영화
2013년 2월 9일, 일본에서 개봉되었다. 닛폰 TV 방송망 개국 60주년·닛카츠 창립 100주년 기념 작품.
감독은 타키모토 토모유키. 주연은 이쿠타 토마.

### 캐스트
- 스즈키 이치로 - 이쿠타 토마
- 와시야 마리코 - 마츠유키 야스코
- 미도리카와 노리코 - 니카이도 후미
- 미즈사와 유리아 - 오오타 리나
- 히로노 - 오오와다 켄스케
- 시무라 아키후미 - 소메타니 쇼타
- 쿠로다 유타카 - 미츠이시 켄
- 우츠미 - 코모토 마사히로
- 이노 - 오자와 유키요시
- 아이자와 - 이시바시 렌지
- 시무라의 어머니 - 야마사키 하코
- 킨죠 리스코 - 이케타니 노부에
- 이리스 노리유키 - 나츠야기 이사오
- 챠야 형사 - 에구치 요스케

### 스태프
- 감독 - 타키모토 토모유키
- 각본 - 마나베 카츠히코, 나루시마 이즈루
- 음악 - 이마호리 츠네오, 가브리엘 로베르토, suble
- 제작 지휘 - 죠 토모코
- 제작 - 후지모토 스즈코, 유리 케이조, 후지시마 쥬리 케이코, 이치카와 미나미, 후지카도 히로유키, 이토 카즈아키, 이리에 사치오, 마츠다 요조, 미야모토 나오토
- 이그제큐티브 프로듀서 - 오쿠다 세이지
- 기획 프로듀스 - 이시다 유지, 후지무라 나오토
- 촬영 감독 - 쿠리타 토요미치
- 미술 - 마루오 토모유키
- 장식 - 후지타 토오루
- 녹음 - 후지마루 카즈노리
- 편집 - 타카하시 노부유키
- 기록 - 야기누마 유카리
- 의상 - 미야모토 마사에
- 헤어 메이크 - 호소쿠라 아스카
- 음향 효과 - 오오가와라 마사루
- 음악 프로듀서 - 카나하시 토요히코
- VFX 수퍼바이저 - 도키 노부타카
- 캐스팅 - 스기노 츠요시
- 조감독 - 곤노 하지메
- 제작 담당 - 시라이시 오사무
- 협력 - 토야마 현
- 제작 프로덕션 - 장고 필름
- 배급 - 토호
- 기획 - 닛카츠
- 제작 간사 - 닛폰 TV 방송망
- 제작 - 영화 〈뇌남〉 제작 위원회(닛폰 TV 방송망, 닛카츠, 제이 스톰, 토호, 요미우리 TV 방송, VAP, 코단샤, 요미우리 신문사, GyaO!, 삿포로 TV 방송, 미야기 TV 방송, 시즈오카 제1TV, 츄쿄 TV 방송, 히로시마 TV 방송, 후쿠오카 방송)

## 만화
호카조노 마사야의 그림으로 만화화되고 있다.

### 서지 정보
- KC 디럭스, 2013년 1월 30일 발매, ISBN 978-4-06-364911-6